# Викторовский сельсовет (Курская область)
Ви́кторовский сельсовет — муниципальное образование со статусом сельского поселения в Кореневском районе Курской области Российской Федерации.
Административный центр — деревня Викторовка.

## История
Статус и границы сельсовета установлены Законом Курской области от 21 октября 2004 года № 48-ЗКО «О муниципальных образованиях Курской области».
Законом Курской области от 26 апреля 2010 года № 26-ЗКО в состав сельсовета включены населённые пункты упразднённого Гордеевского сельсовета.

## Население
| 2002 | 2010 | 2012 | 2013 | 2014 | 2015 | 2016 |
| ---- | ---- | ---- | ---- | ---- | ---- | ---- |
| 561  | ↗828 | ↘781 | ↘756 | ↘734 | ↘718 | ↘711 |
| 2017 | 2018 | 2019 | 2020 | 2021 |      |      |
| ↗713 | ↗731 | ↗744 | ↘724 | ↘537 |      |      |

## Состав сельского поселения
| № | Населённый пункт | Тип населённого пункта          | Население |
| - | ---------------- | ------------------------------- | --------- |
| 1 | Бяхово           | деревня                         | ↘34       |
| 2 | Викторовка       | деревня, административный центр | ↘70       |
| 3 | Внезапное        | деревня                         | ↘245      |
| 4 | Гордеевка        | село                            | ↘138      |
| 5 | Троицкое         | село                            | ↘270      |
| 6 | Успеновка        | деревня                         | ↘71       |